# ケイト・ブラウン
キャサリン・"ケイト"・ブラウン（英語: Katherine "Kate" Brown、1960年6月21日 - ）は、アメリカ合衆国の政治家、弁護士。第38代オレゴン州知事を務めた。ブラウンはアメリカで初めてバイセクシュアルであることをオープンにした知事であり、そしてバーバラ・ロバーツに次ぐオレゴン州で2番目の女性知事となった。

## 人物
1960年6月21日にアメリカ空軍の軍人であった父が赴任していたスペインのマドリード州トレホン・デ・アルドスで誕生し、アメリカのミネソタ州で育った。オレゴン州ポートランドにはロースクール入学のために移住し、以来この地で生活している。
1991年にオレゴン州下院議員に選出される。1996年に州上院議員になる。1997年10月に結婚し、1998年には同議会の民主党代表に就任した。2008年から州務長官に就任した。
2015年にオレゴン州のジョン・キッツハーバー州知事がスキャンダルで辞任し、州務長官だったブラウンが州知事職を引き継ぎ就任し、アメリカで初めてオープンなバイセクシュアルをカミングアウトした州知事が誕生した。
人権団体ヒューマン・ライツ・キャンペーン（HRC）のチャド・グリフィン代表は「ケイト・ブラウンは歴史を作っただけでは無い。彼女が州知事を務めることでオレゴン州のLGBTQのどれだけ多くが生きやすくなることか」と述べている。
オレゴン州ではゲイのサム・アダムスがポートランド市長を、レズビアンのティナ・コテクが州下院議長を務めており、性の多様性に関してリベラルである。

## 来日
以降何度も来日し、戦前から日系人も多く、現在も約130の日系企業が進出しているオレゴン州と日本のビジネス関係を強調している。